# Zwei-Lager-Theorie
Die Zwei-Lager-Theorie entstand zu Beginn des Kalten Krieges aufgrund zunehmender Feindschaft zwischen den USA und der UdSSR, die als Anti-Hitler-Koalition im Zweiten Weltkrieg gemeinsam gesiegt hatten. Beide Großmächte strebten nach militärischer und politischer Vorherrschaft, unterstellten der Gegenseite ein falsches Demokratieverständnis und beschuldigten sie als kommunistisch bzw. imperialistisch. Formuliert wurde sie zunächst durch US-Präsident Harry S. Truman in seiner Truman-Doktrin vom 12. März 1947. Am 22. September 1947 folgte eine Rede von Andrei Alexandrowitsch Schdanow, der auf der Gründungsversammlung des Kominform die Spaltung der Welt in zwei unterschiedliche Lager aus sowjetischer Sicht darstellte.

## Truman-Doktrin
Als Großbritannien im Frühjahr 1947 aus finanziellen Gründen die Intervention in Griechenland aufgab, unterstützten die USA die monarchistische Partei im Bürgerkrieg. In seiner Rede am 12. März 1947 vor beiden Häusern des US-Kongresses begründete der amerikanische Präsident Truman die Auslandshilfe an Griechenland und an die Türkei mit einem globalen Führungsanspruch. Aufgabe der USA sei es, die „freien Völker der Welt“ gegenüber den „totalitären Regimen“ zu schützen. Dies war ein deutliches Signal, dass die USA die Zusammenarbeit mit der Sowjetunion aufgaben und sich auf eine längere Konfrontation der Systeme einrichteten.
Truman warf der UdSSR vor, dass sie sich auf den „Willen einer Minderheit [gründet], den diese der Mehrheit gewaltsam aufzwingt. Sie stützt sich auf Terror und Unterdrückung, auf die Zensur von Presse und Rundfunk, auf manipulierte Wahlen und auf den Entzug der persönlichen Freiheiten.“ Daraus leitete er den außenpolitischen Grundsatz der USA ab, „freien Völkern beizustehen, die sich der angestrebten Unterwerfung durch bewaffnete Minderheiten oder durch äußeren Druck widersetzen“. Ziel der Doktrin war es, die Expansion der Sowjetunion aufzuhalten und Regierungen im Widerstand gegen den Kommunismus zu unterstützen.

## Schdanow-Doktrin

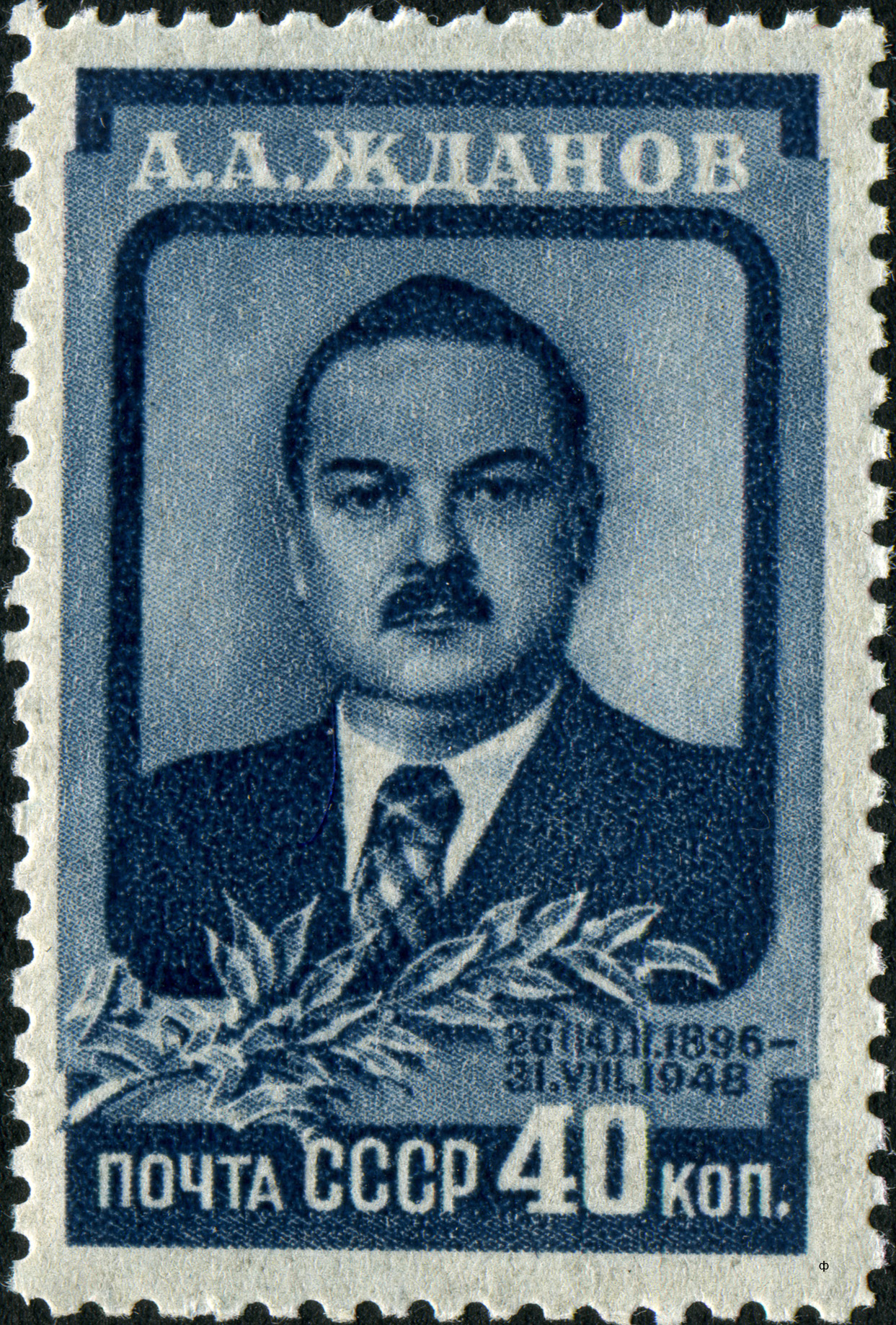
Schdanow auf einer sowjetischen Briefmarke

1945 beauftragte Stalin Andrei Schdanow mit der Leitung der Kulturpolitik der Sowjetunion und die Festigung der Beziehungen zu den osteuropäischen Staaten, die unter kommunistischer Kontrolle standen. Ab 1946 bekämpfte Schdanow als Führer einer nach ihm benannten repressiven Kulturpolitik, der so genannten Schdanowschtschina, Schriftsteller wie Achmatowa, Pasternak und Soschtschenko, Regisseure wie Eisenstein und Komponisten wie Prokofjew und Schostakowitsch. Von ihm stammt in diesem Zusammenhang der Ausdruck „Speichellecker des Westens“ (низкопоклонство перед Западом). Teil der Schdanowschtschina war eine Kampagne gegen den Kosmopolitismus, was bedeutete, dass man ausländischen Vorbildern nicht gedankenlos nacheifern sollte und die einheimischen russischen Errungenschaften hervorgehoben wurden.
Die sowjetische Reaktion auf die Truman-Doktrin formulierte Schdanow als Mitglied des Politbüros der KPdSU auf der Gründungsversammlung des Kominform am 22. September 1947 mit Bezug auf das „durch den Zweiten Weltkrieg veränderte Kräfteverhältnis zwischen der Welt des Kapitalismus und der Welt des Sozialismus“ und der These, dass „die Aufgabe der Sicherung eines gerechten demokratischen Friedens alle Kräfte des antiimperialistischen und antifaschistischen Lagers vereinigte“. Er führte weiter aus: „Bereits während des Zweiten Weltkrieges wuchs[en] in England und in den USA ständig die Aktivitäten der reaktionären Kräfte, die danach strebten, das gemeinsame Vorgehen der alliierten Mächte zu hintertreiben, den Krieg in die Länge zu ziehen, die UdSSR sich ausbluten zu lassen und die faschistischen Aggressoren vor einer vollständigen Zerschmetterung zu retten.“ Konkret benannte er folgende Gründe:
- Der erstarkte Einfluss des US-amerikanischen Imperialismus, auch in den Dominions des britischen Empire und in Südamerika
- Der expansionistische Kurs der USA durch ein umfassendes Programm von militärischen, wirtschaftlichen und politischen Maßnahmen auch gegenüber militärisch Verbündeten, u. a. der Marshallplan als getarnte Expansionspolitik
- Winston Churchills Pläne zu einem Präventivkrieg gegen die UdSSR unter Ausnutzung des Atomwaffenmonopols (vgl.auch Operation Unthinkable und Gründung der United Nations Atomic Energy Commission am 24. Januar 1946)
- Die Knechtung und Spaltung Europas sowie die Sabotage der Beschlüsse des Potsdamer Abkommens zur Demokratisierung und Entmilitarisierung Deutschlands
- Die Teilung der Welt in ein imperialistisches, antidemokratisches (u. a. USA, England, Frankreich) und ein antiimperialistisches, demokratisches Lager (u. a. UdSSR, Rumänien, Ungarn, Finnland)

## Folgen der Zwei-Lager-Theorie
Folgen der realpolitischen Umsetzung der Zwei-Lager-Theorie sind beispielsweise:
- der Marshall-Plan (ERP) der USA (ab 1947)[5]
- die Containment-Politik der USA zur Eindämmung der Ausbreitung des Kommunismus und Stalinismus (ab 1947)
- die McCarthy-Ära mit der Verfolgung echter oder vermeintlicher Kommunisten und deren Sympathisanten in den USA (1947 bis 1956)
- die Gründung des Kominform auf Initiative der KPdSU als überstaatliches Bündnis verschiedener kommunistischer Parteien (1947 bis 1956)
- die Gründung des Rats für gegenseitige Wirtschaftshilfe (RGW) auf Initiative der UdSSR am 18. Januar 1949
- die Gründung der NATO als US-geführtes Verteidigungsbündnis am 4. April 1949
- der Koreakrieg als Stellvertreterkrieg der Großmächte von 1950 bis 1953
- die Rollback-Politik der USA zur Ausweitung des westlichen Einflusses aufgrund militärischer Überlegenheit bis zum Sputnikschock im Oktober 1957
- die Gründung des Warschauer Pakts als UdSSR-geführtes Verteidigungsbündnis am 14. Mai 1955

Die Zwei-Lager-Theorie stand am Anfang des Kalten Krieges. Aufgegeben wurde sie in einem langsamen Prozess ab der Mitte der 1950er Jahre. Durch die Dekolonialisierung traten immer mehr dritte und neutrale Akteure (Blockfreie Staaten) auf, die in die Zwei-Lager-Theorie nicht mehr passten. Auf sowjetischer Seite ging Chruschtschow nun nicht mehr von einem unvermeidlichen Krieg zwischen Kapitalismus und Kommunismus aus, sondern von Kriegen zwischen den kapitalistischen Staaten, woran der Kapitalismus zerbrechen sollte. Am 24. Februar 1956 billigte der XX. Parteitag der KPdSU die neue außenpolitische Generallinie, wonach „auf der Grundlage des Leninschen Prinzips der friedlichen Koexistenz der Kurs gerichtet werden soll auf die Verbesserung der Beziehungen, die Festigung des Vertrauens und die Entwicklung der Zusammenarbeit mit allen Ländern“. 
Mit der Eisenhower-Doktrin vom Januar 1957 stellten die USA als Reaktion auf die Sueskrise klar, dass sie überall und mit allen zur Verfügung stehenden Mitteln (also auch der Verwendung von Atomwaffen) prowestliche Regimes vor kommunistischer Unterwanderung oder einer Bedrohung durch die Sowjetunion schützen würden. Nach dem Besuch Chrustschows in den USA im September 1959 schwenkte Dwight D. Eisenhower auf die Politik der friedlichen Koexistenz der beiden Machtblöcke ein und gab die Eisenhower-Doktrin formell auf.